# Épilobe
Epilobium
Genre
L’Épilobe, Epilobium en nomenclature scientifique, est un genre de plantes à fleurs de la famille des Onagracées. Ce sont des plantes herbacées.
L'épilobe est la francisation d’Epilobium, du grec επί, epi, sur, et λόβιον, lobion, petite cosse. En effet, les sépales ou les pétales en forme de lobes triangulaires sont situés au sommet d'un ovaire infère qui ressemble à une petite gousse.

## Liste des espèces
Selon Plants of the World online (POWO) (8 mai 2021) :
- Epilobium ×abortivum Hausskn.
- Epilobium adenocaulon Hausskn.
- Epilobium ×aggregatum Celak.
- Epilobium aitchisonii P.H.Raven
- Epilobium algidum M.Bieb.
- Epilobium alpestre (Jacq.) Krock.
- Epilobium alsinifolium Vill.
- Epilobium alsinoides A.Cunn.
- Epilobium ×amphibolum Hausskn.
- Epilobium amurense Hausskn.
- Epilobium anagallidifolium Lam.
- Epilobium anatolicum Hausskn.
- Epilobium anglicum E.S.Marshall
- Epilobium angustifolium L.
- Epilobium angustum (Cheeseman) P.H.Raven & Engelhorn
- Epilobium ×argillaceum Kitch.
- Epilobium arvernense Rouy & E.G.Camus
- Epilobium ×aschersonianum Hausskn.
- Epilobium astonii (Allan) P.H.Raven & Engelhorn
- Epilobium atlanticum Litard. & Maire
- Epilobium australe Poepp. & Hausskn.
- Epilobium barbeyanum H.Lév.
- Epilobium billardiereanum Ser.
- Epilobium blinii H.Lév.
- Epilobium ×boissieri Hausskn.
- Epilobium ×borbasianum Hausskn.
- Epilobium ×brachiatum Celak.
- Epilobium brachycarpum C.Presl
- Epilobium brevifolium D.Don
- Epilobium brevipes Hook.f.
- Epilobium ×brevipilum Hausskn.
- Epilobium brevisquamatum P.H.Raven
- Epilobium ×brunnatum Kitch. & McKean
- Epilobium brunnescens (Cockayne) P.H.Raven & Engelhorn
- Epilobium campestre (Jeps.) Hoch & W.L.Wagner
- Epilobium canum (Greene) P.H.Raven
- Epilobium capense Buchinger ex Krauss
- Epilobium ×celakovskyanum Hausskn.
- Epilobium ×chateri Kitch. & McKean
- Epilobium chionanthum Hausskn.
- Epilobium chitralense P.H.Raven
- Epilobium chlorifolium Hausskn.
- Epilobium ciliatum Raf.
- Epilobium clarkeanum Hausskn.
- Epilobium clavatum Trel.
- Epilobium cleistogamum (Curran) Hoch & P.H.Raven
- Epilobium colchicum Albov
- Epilobium collinum C.C.Gmel.
- Epilobium coloratum Biehler
- Epilobium confertifolium Hook.f.
- Epilobium ×confine Hausskn.
- Epilobium ×confusilobum Kitch. & McKean
- Epilobium confusum Hausskn.
- Epilobium conjungens Skottsb.
- Epilobium conspersum Hausskn.
- Epilobium ×cornubiense Kitch. & McKean
- Epilobium crassum Hook.f.
- Epilobium curtisiae P.H.Raven
- Epilobium cylindricum D.Don
- Epilobium ×dacicum Borbás
- Epilobium ×dasycarpum Fr.
- Epilobium davuricum Fisch. ex Hornem.
- Epilobium ×decipiens F.W.Schultz
- Epilobium densiflorum (Lindl.) Hoch & P.H.Raven
- Epilobium densifolium Hausskn.
- Epilobium denticulatum Ruiz & Pav.
- Epilobium detznerianum Schltr. ex Diels
- Epilobium dodonaei Vill.
- Epilobium duriaei J.Gay ex Godr.
- Epilobium ×erroneum Hausskn.
- Epilobium ×fallacinum Hausskn.
- Epilobium fangii C.J.Chen, Hoch & P.H.Raven
- Epilobium fastigiatoramosum Nakai
- Epilobium fauriei H.Lév.
- Epilobium ×finitimum Hausskn.
- Epilobium fleischeri Hochst.
- Epilobium ×floridulum Smejkal
- Epilobium forbesii Allan
- Epilobium ×fossicola Smejkal
- Epilobium fragile Sam.
- Epilobium fugitivum P.H.Raven & Engelhorn
- Epilobium gemmascens C.A.Mey.
- Epilobium ×gemmiferum Boreau
- Epilobium ×gerstlaueri Rubner
- Epilobium glabellum G.Forst.
- Epilobium glaberrimum Barbey
- Epilobium glaciale P.H.Raven
- Epilobium ×glanduligerum K.Knaf
- Epilobium glandulosum Lehm.
- Epilobium glaucum Phil.
- Epilobium ×goerzii Rubner
- Epilobium gouldii P.H.Raven
- Epilobium gracilipes Kirk
- Epilobium ×grenieri Rouy & E.G.Camus
- Epilobium griffithianum Hausskn.
- Epilobium gunnianum Hausskn.
- Epilobium ×gutteanum Gnüchtel
- Epilobium hallianum Hausskn.
- Epilobium ×haussknechtianum Borbás
- Epilobium ×haynaldianum Hausskn.
- Epilobium hectori Hausskn.
- Epilobium ×hectori-leveilleanum Thell.
- Epilobium ×heterocaulon Borbás
- Epilobium hirsutum L.
- Epilobium hirtigerum A.Cunn.
- Epilobium hohuanense S.S.Ying
- Epilobium hooglandii P.H.Raven
- Epilobium hornemannii Rchb.
- Epilobium howellii Hoch
- Epilobium ×huteri Borbás ex Hausskn.
- Epilobium indicum Hausskn.
- Epilobium insulare Hausskn.
- Epilobium ×interjectum Smejkal
- Epilobium ×intersitum Hausskn.
- Epilobium ×jinshaense P.H.Raven & H.Li
- Epilobium karsteniae Compton
- Epilobium ×keredjense Bornm. & Gauba
- Epilobium kermodei P.H.Raven
- Epilobium keysseri Diels
- Epilobium kingdonii P.H.Raven
- Epilobium ×kitcheneri McKean
- Epilobium komarovianum H.Lév.
- Epilobium komarovii Ovcz.
- Epilobium korshinskyi Morozova
- Epilobium ×krausei R.Uechtr. & Hausskn.
- Epilobium lactiflorum Hausskn.
- Epilobium ladakhianum T.K.Paul
- Epilobium ×lamotteanum Hausskn.
- Epilobium lanceolatum Sebast. & Mauri
- Epilobium ×langeanum Hausskn.
- Epilobium ×laschianum Hausskn.
- Epilobium latifolium L.
- Epilobium laxum Royle
- Epilobium leiophyllum Hausskn.
- Epilobium leptocarpum Hausskn.
- Epilobium leptophyllum Raf.
- Epilobium ×limosum Schur
- Epilobium lipschitzii Pachom.
- Epilobium ×ludmilae Chemeris & A.A.Bobrov
- Epilobium luteum Pursh
- Epilobium macropus Hook.
- Epilobium madrense S.Watson
- Epilobium margaretiae Brockie
- Epilobium ×marshallianum Hausskn.
- Epilobium matthewsii Petrie
- Epilobium maysillesii Munz
- Epilobium melanocaulon Hook.
- Epilobium ×mentiens Smejkal
- Epilobium mexicanum Moc. & Sessé ex DC.
- Epilobium microphyllum A.Rich.
- Epilobium minutiflorum Hausskn.
- Epilobium minutum Lindl. ex Lehm.
- Epilobium mirabile Trel. ex Piper
- Epilobium ×montaniforme K.Knaf ex Celak.
- Epilobium montanum L.
- Epilobium nankotaizanense Yamam.
- Epilobium ×neogradiense Borbás
- Epilobium nerterioides A.Cunn.
- Epilobium nevadense Munz
- Epilobium nivale Meyen
- Epilobium nivium Brandegee
- Epilobium ×novae-civitalis Smejkal
- Epilobium nummulariifolium R.Cunn. ex A.Cunn.
- Epilobium nutans F.W.Schmidt
- Epilobium ×nutantiflorum Smejkal
- Epilobium obcordatum A.Gray
- Epilobium ×obscurescens Kitch. & McKean
- Epilobium obscurum Schreb.
- Epilobium oreganum Greene
- Epilobium oregonense Hausskn.
- Epilobium ×palatinum F.W.Schultz
- Epilobium pallidiflorum Sol. ex A.Cunn.
- Epilobium pallidum (Eastw.) Hoch & P.H.Raven
- Epilobium palustre L.
- Epilobium pannosum Hausskn.
- Epilobium parviflorum Schreb.
- Epilobium pedicellare C.Presl
- Epilobium pedunculare A.Cunn.
- Epilobium pengii C.J.Chen, Hoch & P.H.Raven
- Epilobium ×percollinum Simonk.
- Epilobium pernitens Cockayne & Allan
- Epilobium perpusillum Hausskn.
- Epilobium ×persicinum Rchb.
- Epilobium petraeum Heenan
- Epilobium pictum Petrie
- Epilobium platystigmatosum C.B.Rob.
- Epilobium ponticum Hausskn.
- Epilobium porphyrium G.Simpson
- Epilobium ×prionophylloides Hand.-Mazz.
- Epilobium prostratum Warb.
- Epilobium pseudorubescens A.K.Skvortsov
- Epilobium ×pseudotrigonum Borbás
- Epilobium psilotum Maire & Sam.
- Epilobium pubens A.Rich.
- Epilobium puberulum Hook. & Arn.
- Epilobium purpuratum Hook.f.
- Epilobium ×purpureum Fr.
- Epilobium pycnostachyum Hausskn.
- Epilobium pyrricholophum Franch. & Sav.
- Epilobium rechingeri P.H.Raven
- Epilobium ×reedii H.Lév.
- Epilobium rhynchospermum Hausskn.
- Epilobium rigidum Hausskn.
- Epilobium ×rivulare Wahlenb.
- Epilobium ×rivulicola Hausskn.
- Epilobium roseum (Schreb.) Schreb.
- Epilobium rostratum Cheeseman
- Epilobium rotundifolium G.Forst.
- Epilobium royleanum Hausskn.
- Epilobium salignum Hausskn.
- Epilobium sarmentaceum Hausskn.
- Epilobium saximontanum Hausskn.
- Epilobium ×schmidtianum Rostk.
- Epilobium ×schulzeanum Hausskn.
- Epilobium semiamplexicaule H.J.Chowdhery & S.Singh
- Epilobium septentrionale (D.D.Keck) Bowman & Hoch
- Epilobium ×sericeum Bernh.
- Epilobium shiroumense Matsum. & Nakai
- Epilobium sikkimense Hausskn.
- Epilobium sinense H.Lév.
- Epilobium siskiyouense (Munz) Hoch & P.H.Raven
- Epilobium speciosum Decne.
- Epilobium spitianum H.J.Chowdhery & Murti
- Epilobium staintonii P.H.Raven
- Epilobium stereophyllum Fresen.
- Epilobium stevenii Boiss.
- Epilobium stracheyanum Hausskn.
- Epilobium strictum Muhl. ex Spreng.
- Epilobium subalgidum Hausskn.
- Epilobium subcoriaceum Hausskn.
- Epilobium subdentatum (Meyen) Lievens & Hoch
- Epilobium suffruticosum Nutt.
- Epilobium taiwanianum C.J.Chen, Hoch & P.H.Raven
- Epilobium tasmanicum Hausskn.
- Epilobium tetragonum L.
- Epilobium thermophilum Paulsen
- Epilobium ×thuringiacum Hausskn.
- Epilobium tianschanicum Pavlov
- Epilobium tibetanum Hausskn.
- Epilobium tonkinense H.Lév.
- Epilobium torreyi (S.Watson) Hoch & P.H.Raven
- Epilobium ×treleaseanum H.Lév.
- Epilobium trichophyllum Hausskn.
- Epilobium turkestanicum Pazij & Vved.
- Epilobium ×udicola Hausskn.
- Epilobium ×uechtritzianum Pax
- Epilobium ulleungensis J.Chung
- Epilobium vernonicum Snogerup
- Epilobium verticillatum W.X.Wang, W.Y.Guo & Y.S.Fu
- Epilobium ×vicinum Smejkal
- Epilobium wallichianum Hausskn.
- Epilobium ×waterfallii E.S.Marshall
- Epilobium wattianum Hausskn.
- Epilobium williamsii P.H.Raven
- Epilobium willisii P.H.Raven & Engelhorn
- Epilobium wilsonii Petrie
- Epilobium ×winkleri A.Kern.
- Epilobium ×wisconsinense Ugent

## Synonymes
Les genres suivants sont synonymes de Epilobium selon Plants of the World online (POWO) (8 mai 2021) :
- Boisduvalia Spach
- Chamaenerion Ség.
- Chamerion Raf. ex Holub
- Cordylophorum Rydb.
- Cratericarpium Spach
- Crossostigma Spach
- Epilobiopsis Speg. ex H.Lév.
- Pyrogennema Lunell
- Zauschneria C.Presl

## Actions thérapeutiques
Principalement utilisé dans le traitement des troubles de la prostate, l'épilobe s'utilise principalement en infusion[réf. nécessaire].

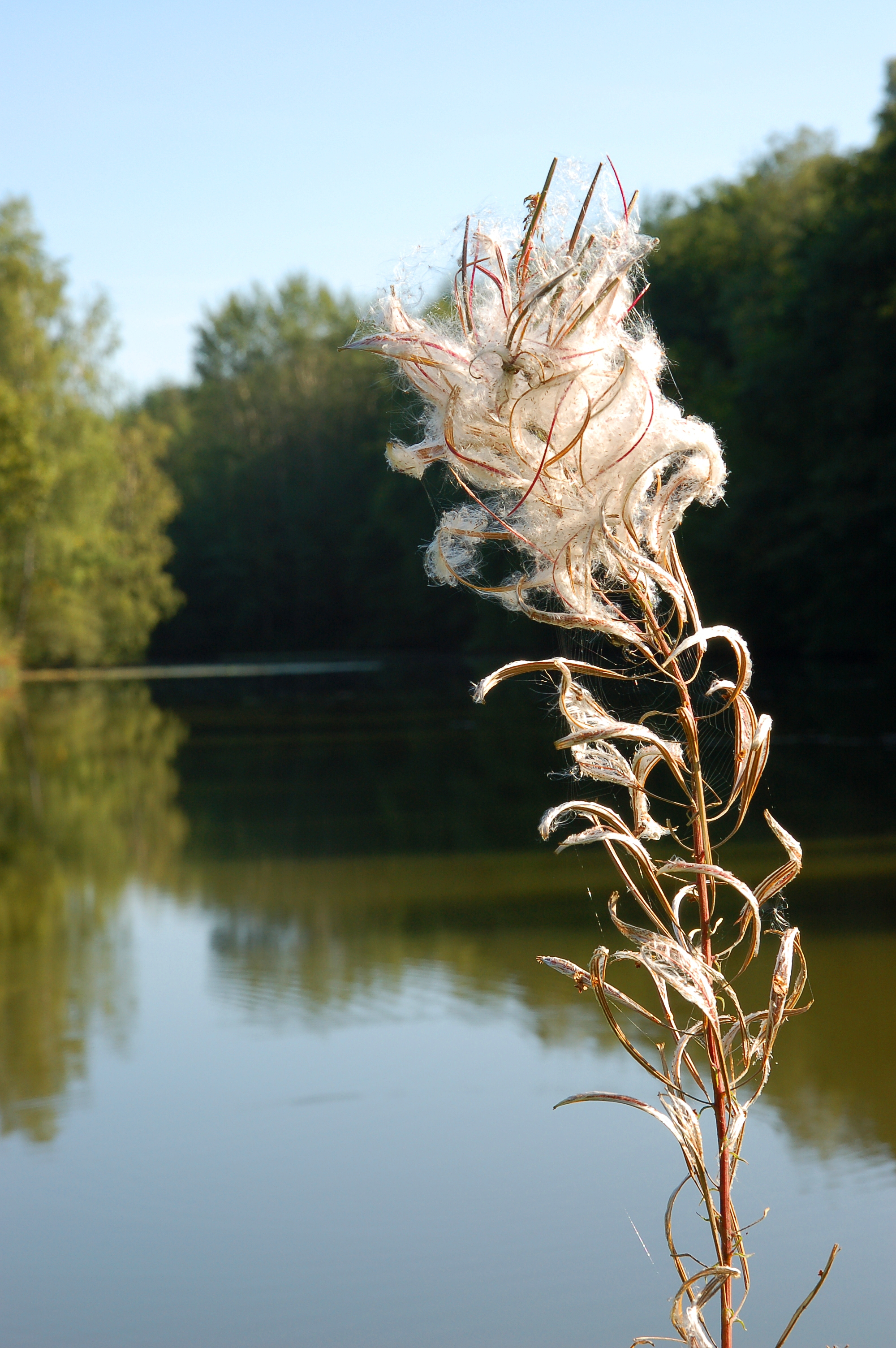
Épilobe.
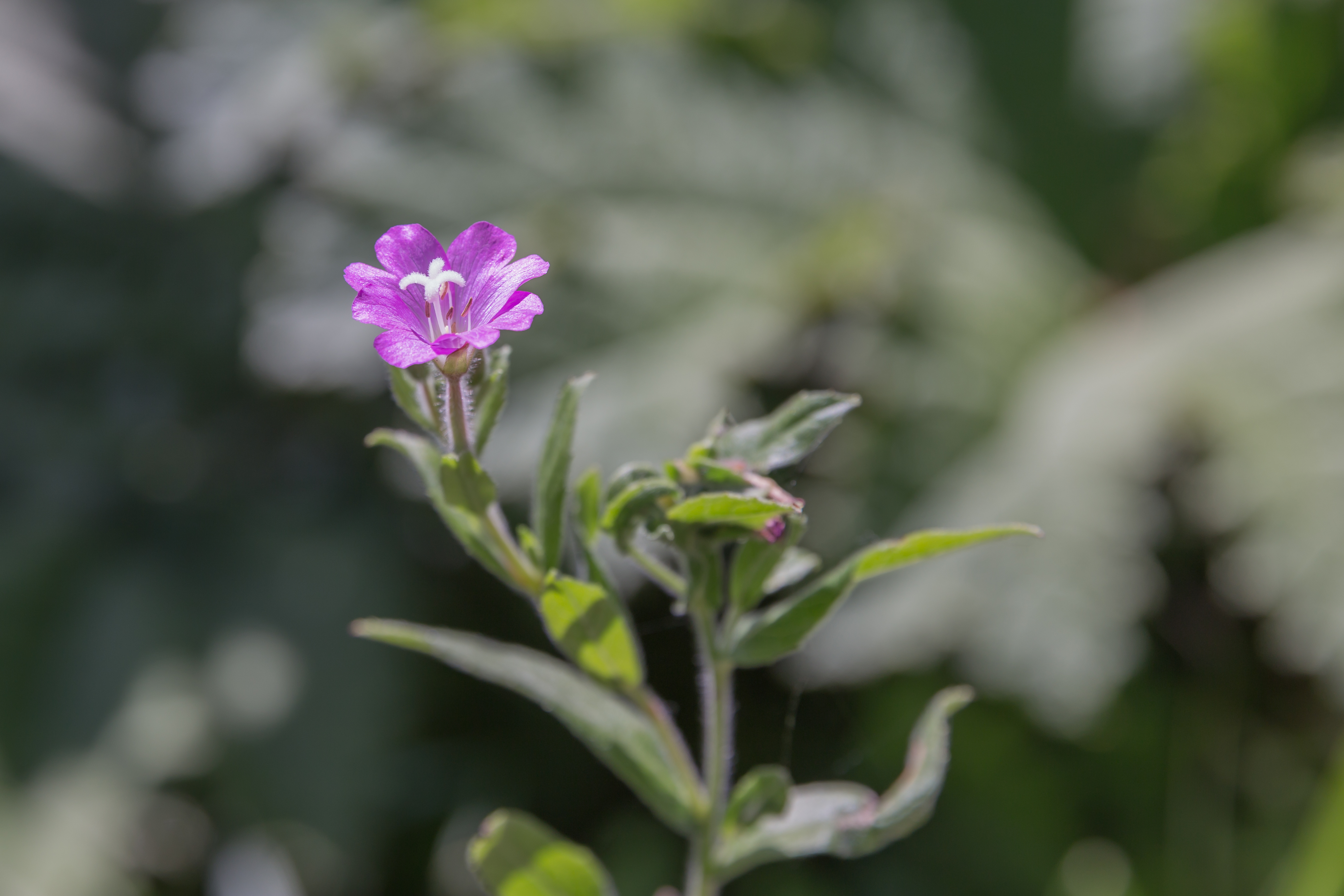
Epilobium parviflorum (Épilobe à petites fleurs).